# Christian Wink

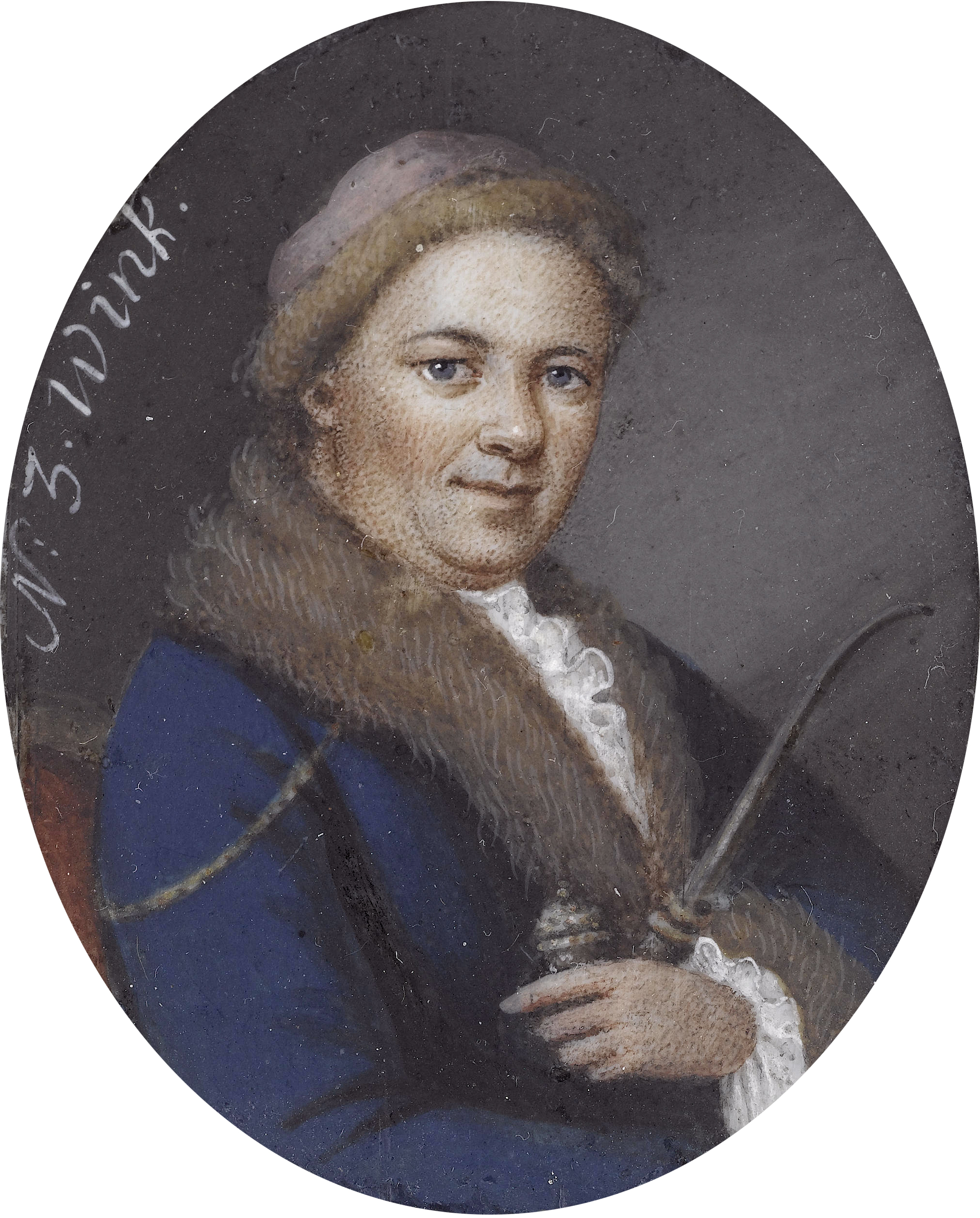
Christian Wink. Porträt eines unbekannten Malers aus dem 18. Jahrhundert.

Johann Christian Thomas Wink (auch: Winck; * 19. Dezember 1738 in Eichstätt; † 6. Februar 1797 in München) war ein Maler, Freskant und Radierer des späten Rokoko. Seit der Ernennung zum kurfürstlichen Hofmaler (1769) signierte er wichtige Auftragswerke mit „Bayerischer Hofmaler“ („Aulae Boicae Pictor“).

## Biographie
Christian Wink wuchs als Sohn des fürstbischöflichen Korporals Augustin Wink und seiner Frau Walburga im Hochstift Eichstätt auf. Er ist der jüngere Bruder von Johann Chrysostomus Wink, der ihm zu einer Lehrstelle bei Anton Scheidler in Eggenfelden, einem befreundeten Malerkollegen, verhalf. Nach seiner Lehrzeit wechselte Christian Wink in die Werkstatt von Johann Jakob Feichtmayer in Eichstätt. Dort hielt er sich jedoch nur kurz auf, um anschließend nach Augsburg zu gehen. Die Fuggerstadt zählte im 18. Jahrhundert zu den bedeutendsten Kunstzentren im deutschsprachigen Raum. Vermutlich besuchte Wink dort zwischen 1759 und 1760 die Reichsstädtische Akademie. Nach einem kurzen Aufenthalt in Freising zog es ihn weiter nach München, wo er ab 1760 tätig war. Seit 1765/1766 ist seine Arbeit als Historienmaler für das dortige kurfürstliche Hofoperntheater gesichert. In dieser Funktion fertigte er Kulissen nach Entwürfen von Giovanni Paolo Gaspari (1714–1780) und Lorenzo Quaglio (1730–1804) an. Nur wenige Jahre später – 1769 – wurde Wink zum kurfürstlich-bayerischen Hofmaler ernannt. Dieser Titel verhalf ihm zu zahlreichen, meist kirchlichen Aufträgen innerhalb des bayerischen Kurfürstentums. Von zahlreichen Reisen abgesehen, lebte und arbeitete er bis zu seinem Tod (1797) in München. Wink war verheiratet mit Elisabeth Schega, der Tochter des bayerischen Hofmedailleurs Franz Andreas Schega (1711–1787).
Sein Werk umfasst zahlreiche Fresken in oberbayerischen und schwäbischen Kirchen, neben den unten genannten auch in Starnberg, Raisting, Ettringen und Kempfenhausen sowie den Speisesaal von Schloss Schleißheim. Weniger bekannt, jedoch nicht minder in der Anzahl, sind seine Ölbilder. Wink war in der zweiten Hälfte des 18. Jahrhunderts einer der aktivsten Maler in München.

## Werke (Auswahl)
- 1763: St. Florian, Altarblatt in der Klosterkirche Fürstenfeld
- 1764/1765: Schlüsselübergabe an Petrus, Altarblatt in der Pfarrkirche St. Peter und Erasmus in Geiselhöring
- 1766: Erster Zyklus, drei Fresken zum Thema des Patrons Josef der Pfarrkirche St. Josef in Starnberg
- 1766: Fresko St. Remigius bekehrt Chlodwig in der Pfarrkirche in Raisting
- 1767: Deckenfresken Johannes der Täufer in der Wüste und Taufe Christi in St. Johannes Baptist in Inning am Ammersee
- 1767: Huldigung der vier Erdteile vor Maria in der Pfarrkirche Aiterhofen
- 1767–1773: Der Herbst, Der Frühling, Der Winter und Der Sommer in der Residenz in München
- 1768: Fresken Die eherne Schlange und Kreuzerhöhung durch Kaiser Heraklius in der Wallfahrtskirche zum Heiligen Kreuz in Loh
- 1770: Fresken Übergabe der Schlüsselgewalt, Tod der hll. Petrus und Paulus, Die Bekehrung des Saulus sowie das Tafelbild Abschied des hl. Petrus und Paulus in St. Peter und Paul in Eching am Ammersee
- Deckenfresken in der Wallfahrtskirche St. Leonhard in Siegertsbrunn
- 1770/1771: Die Freuden des Landlebens, Öl auf Leinwand, 79 × 133 cm, Belvedere, Wien
- 1770–1775: Bilder Ankunft des Odysseus auf der Insel der Kalypso im Speisesaal in Schloss Schleißheim
- 1771: Altarbilder in der Wallfahrtskirche zum Heiligen Kreuz in Loh
- 1771: Mariä Himmelfahrt in der Klosterkirche Heilig Kreuz und Mariä Himmelfahrt in Scheyern
- 1772: Freskenzyklus Allegorische Verherrlichung des Landlebens im Schloss Zell an der Pram
- 1773: Fresken St. Vitus als Fürsprecher und Leben des hl. Vitus in der Pfarrkirche in Egling an der Paar
- 1773: Hl. Cäcilia in der Theatinerkirche in München
- 1775: Hochaltarbild und Bild des Maximilanaltares der Schifferkirche St. Nikola in Oberndorf bei Salzburg
- 1777: Fresken Die Christenheit fleht zum hl. Salvator in der Wallfahrtskirche Sankt Salvator in Bettbrunn
- 1777: Fresko Enthauptung der hl. Katharina in der Kirche in Thankirchen
- 1778–1779: Fresken in der Stiftskirche Reichersberg
- 1783: Fresken Stiftung der Bruderschaft vom Troste und St. Laurentius als Fürbitter in der Pfarrkirche St. Laurentius (Haag an der Amper)
- 1784: Abendmahl in der Heilig-Geist-Kirche in München
- 1784: Deckenfresken Krönung Mariens und Die Geheimnisse des hl. Rosenkranzes in Mariä Himmelfahrt in Schwindkirchen bei Dorfen
- 1785: Fresken St. Laurentius vor dem Richter und Szene aus dem Leben des hl. Laurentius in der Pfarrkirche St. Laurentius in Königsdorf
- 1786: Fresken St. Martin als Fürsprecher und St. Martin und der Bettler in der Pfarrkirche Ettringen
- 1787: Altarbilder in der Pfarrkirche in Königsdorf
- 1789: Deckenfresken Verkündigung Mariens und Maria als Fürsprecherin sowie Tafelbild St. Urban in Mariä Heimsuchung in Rettenbach
- 1790: Fresken Tod des hl. Jakobus, Erscheinung Mariens und Bilder aus dem Leben des hl. Jakobus in der Pfarrkirche St. Jakobus der Ältere in Hörgertshausen
- 1790: Beweinung Christi in der Unteren Pfarrkirche in Ingolstadt
- 1791–1792: Deckenfresken St. Nikolaus als Fürsprecher, Heimsuchung, Opferung und Himmelfahrt Mariens in der Pfarrkirche St. Nikolaus in Albaching
- 1793: Fresken im Langhaus von St. Leonhard in Siegertsbrunn
- 1794: Vertreibung aus dem Tempel in der Asamkirche in München
- 1795: Altarbild Christus am Kreuz in der Pfarrkirche Albaching